# Santo Tirso
Santo Tirso és un municipi portuguès, situat al districte de Porto, a la regió del Nord i a la Subregió de l'Ave. L'any 2001 tenia 14.724 habitants. Es divideix en 24 freguesies. Limita al nord amb Vila Nova de Famalicão i Guimarães, al nord-est amb Vizela, a l'est amb Lousada, al sud-est amb Paços de Ferreira, al sud amb Valongo, al sud-oest amb Maia i a l'oest amb Trofa.
| Població del concelho de Santo Tirso (1801 – 2004) | Població del concelho de Santo Tirso (1801 – 2004) | Població del concelho de Santo Tirso (1801 – 2004) | Població del concelho de Santo Tirso (1801 – 2004) | Població del concelho de Santo Tirso (1801 – 2004) | Població del concelho de Santo Tirso (1801 – 2004) | Població del concelho de Santo Tirso (1801 – 2004) | Població del concelho de Santo Tirso (1801 – 2004) | Població del concelho de Santo Tirso (1801 – 2004) |
| -------------------------------------------------- | -------------------------------------------------- | -------------------------------------------------- | -------------------------------------------------- | -------------------------------------------------- | -------------------------------------------------- | -------------------------------------------------- | -------------------------------------------------- | -------------------------------------------------- |
| 1801                                               | 1849                                               | 1900                                               | 1930                                               | 1960                                               | 1981                                               | 1991                                               | 2001                                               | 2004                                               |
| 2055                                               | 12779                                              | 28371                                              | 41078                                              | 77130                                              | 93482                                              | 102593                                             | 72396                                              | 71623                                              |

## Freguesies
- Agrela
- Água Longa
- Areias
- Burgães
- Carreira
- Guimarei
- Lama
- Lamelas
- Monte Córdova
- Palmeira
- Rebordões
- Refojos de Riba de Ave
- Reguenga
- Roriz
- Santa Cristina do Couto
- Santo Tirso
- São Mamede de Negrelos
- São Martinho do Campo
- São Miguel do Couto
- São Salvador do Campo
- São Tomé de Negrelos
- Sequeiró
- Vila das Aves
- Vilarinho

## Activitat cultural
Entre el 12 i el 13 d'abril de 2003 es va realitzar el "1 Encontro de BD de Santo Tirso".